# Jacqueline de Romilly
Jacqueline Worms de Romilly, född David den 26 mars 1913 i Chartres, död 18 december 2010 i Boulogne-Billancourt, var en fransk klassisk filolog och skönlitterär författare. Hon var den första kvinnliga professorn vid Collège de France och den andra kvinnan att ta plats i Franska akademien 1988.
Hon är främst känd för sitt arbete kring språk och kultur i Antikens Grekland, i synnerhet på Thucydides.

## Utmärkelser
- Concours général,  1930
- Concours général,  1931
- Langloispriset,  1974
- Österrikes hederskors för vetenskap och konst,  1981
- Prix d'Académie,  1984
- Grand prix littéraire de Provence,  1987
- Prix de la langue française,  1987
- Prix Pierre-Lafue,  1995
- Prix du nouveau cercle de l'Union,  1995
- Prix Daudet,  2000
- Storkorset av Nationalförtjänstorden,  30 april 2002[13]
- Storkors av Hederslegionen,  31 december 2006[14]
- Hedersdoktor vid  Atens universitet
- Kommendör av Akademiska palmen
- Kommendör av Arts et Lettres-orden
- Kommendör av Ärans orden
- Hedersdoktor vid Universitetet i Heidelberg
- Hedersdoktor vid Université de Montréal
- Fellow of the American Academy of Arts and Sciences
- Hedersdoktor vid Oxfords universitet
- Kommendör av Fenixorden

[Redigera Wikidata]